# إرنست ماريا لايبر
إرنست ماريا لايبر (بالألمانية: Ernst Lieber) هو سياسي ألماني، ولد في 16 نوفمبر 1838 في باد كامبرغ في ألمانيا، وتوفي بنفس المكان في 31 مارس 1902. حزبياً، نشط في حزب الوسط. وقد انتخب عضو مجلس النواب البروسي وانتخب عضو مجلس النواب الألماني للإمبراطورية الألمانية.